# PocketBook International
PocketBook International S.A. — транснациональная компания, выпускающая устройства для чтения электронных книг на основе технологии электронной бумаги под брендом PocketBook.
Компания была основана в 2007 году в Киеве, Украина, а в 2012 году её штаб-квартира была перенесена в Лугано, Швейцария. Устройства компании позволяют пользователям просматривать, покупать, загружать и читать электронные книги, газеты, журналы и другой цифровой контент через беспроводную сеть в магазине PocketBook Store.

## Разработка и производство
Сборка устройств производится на заводах Foxconn, Wisky и Yitoa.
Продукция компании представлена в 35 странах мира — в Западной, Центральной и Восточной Европе, Странах СНГ и Балтии, а также Израиле, Австралии, Новой Зеландии и других странах мира. В России доля PocketBook на рынке ридеров достигает 70 %

## История
«Ukrainian Printing Group» и «MOST Publishing House» создали в 2007 торговую марку PocketBook.
Первая модель, PocketBook 301, была выпущена в сентябре 2008 на рынки России и Украины.
Первой международной выставкой, на которой были представлены устройства PocketBook, была IFA 2009 года.
2 декабря 2009 устройства PocketBook появились на рынке ФРГ.
По состоянию на конец 2015 года компанией PocketBook было продано 3 млн устройств по всему миру.

## Примечательные модели

### PocketBook 301

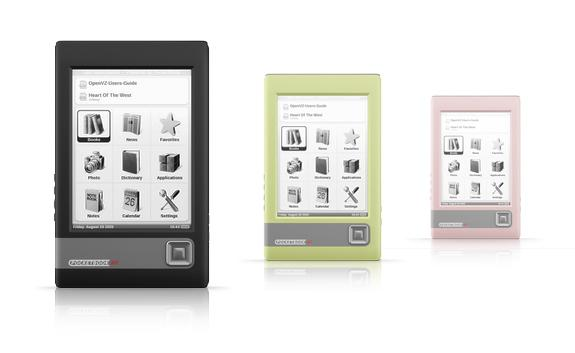
PocketBook 301

Самая популярная электронная книга за всю историю российского рынка таких устройств. К концу 2010 года в России было продано более 100 000 экземпляров PocketBook 301 при общем годовом объёме рынка в 440 000 устройств. Для модели выпущено более 20 обновлений прошивки. По отзывам пользователей, в более поздних поставках основным недостатком была быстрая поломка экрана.
Начало продаж: конец 2008 года. Изготавливался на мощностях Netronix Inc.

### PocketBook 360°

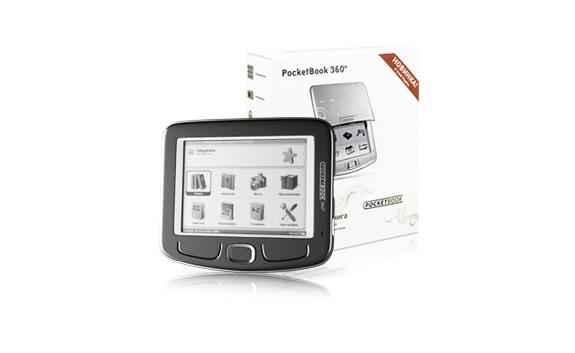
PocketBook 360

Модель PocketBook 360° стала первым в мире устройством для чтения электронных книг, созданным на основе пожеланий пользовательского сообщества. PocketBook 360° также стала самым популярным в России 5-дюймовым устройством своего класса по итогам 2010 года
Также это первый в мире ридер с гироскопом. PocketBook 360° стала самым популярным в России 5-дюймовым устройством своего класса по итогам 2010 года
Модель претерпела три модификации: 360, 360+, 360+ New.
Гаджет изготавливался на мощностях Netronix Inc.

### PocketBook Pro 603
Первая в России 6-дюймовая электронная книга со «смартфонным» набором беспроводных модулей: Bluetooth, Wi-Fi и 3G.
Начало продаж: март 2011. Изготавливался на мощностях Foxconn Electronics

### PocketBook Pro 903
Первая в мире 9,7-дюймовая электронная книга со «смартфонным» набором беспроводных модулей: Bluetooth, Wi-Fi и 3G.
Начало продаж: март 2011 года. Изготавливалась на мощностях Foxconn Electronics

### PocketBook 360° Plus
Обновленная версия модели PocketBook 360 с поддержкой Wi-Fi, более мощной аппаратной платформой.
В качестве демонстрации быстроты платформы данной модели разработчики портировали на неё 3D-шутер Doom II.
Начало продаж: май 2011. Модель изготавливалась на мощностях Netronix Inc.

### PocketBook Color Lux
Первый в мире ридер с цветным экраном E Ink — Triton 2. Единственный ридер PocketBook с цветными электронными чернилами (до выхода PocketBook 633 Color 15 апреля 2020 года). В ридере использовался 8-дюймовый дисплей E Ink Triton 2 с разрешением 800*600, плотностью пикселей 125dpi, палитрой в 4096 цветов. У ридера было сенсорное управление и встроенная подсветка.
Начало продаж: ноябрь 2013

### PocketBook 640 Aqua
Первый в мире пылевлагозащищенный ридер. Защита от воды и пыли по стандарту IP57 позволяет ридеру без проблем переносить кратковременное погружение в воду на глубину до 1 метра. Презентация устройства прошла в марте 2014 года в рамках ежегодного книжного форума Salon Du Livre в Париже.
Начало продаж: июнь 2014

### PocketBook 650
Первый в мире ридер с экраном E Ink и встроенной фотокамерой. Ридер может распознавать сфотографированный текст, переводит картинку в цифровой текст, который возможно редактировать. Также камеру можно использовать для сканирования bar- и QR-кодов.
Начало продаж: июль 2014

### PocketBook Cover Reader (аксессуар дляSamsung Galaxy)
Аксессуар представлял собой кейс для смартфона Samsung Galaxy S4, синхронизировавшийся со смартфоном и позволяющий читать электронные книги в памяти смартфона через приложение PocketBook Reader, выводя текст на встроенный E Ink-дисплей. C помощью PocketBook Cover Reader Galaxy S4 превращается в аналог YotaPhone — смартфона с двумя экранами, цветным и E Ink.
В 2014 году стал причиной судебного иска от Yota Devices о нарушении патента на двухэкранный смартфон. В 2015 году компании пришли к мировому соглашению. PocketBook получила лицензию на продажу Cover Reader.
Анонсирован в сентябре 2013, начало продаж — май 2014. 

### PocketBook 641 Aqua 2
Второй в мире пылевлагозащищенный ридер — после PocketBook 640 Aqua. Защита от воды и пыли по стандарту IP57 позволяет ридеру без проблем переносить кратковременное погружение в воду на глубину до 1 метра. Отличия Aqua 2 от Aqua заключаются в наличии системы подсветки, более современного экрана E Ink Carta, более мощного аккумулятора и увеличенного с 4 до 8 Гб объёма памяти.
Начало продаж: май 2017

### PocketBook 740
Ридер с большим 7,8-дюймовым экраном, сравнимый по габаритам с 6-дюймовыми моделями. В модели впервые для ридеров PocketBook применяется 2-ядерный процессор, что позволило повысить скорость работы в два раза. Также модель примечательна системой подсветки с возможностью регулировки цветовой температуры. Экран может освещаться не только белым светом, но и жёлтым или оранжевым. Время автономной работы достигает двух месяцев против одного месяца в случае большинства современных ридеров.
Начало продаж: февраль 2018

### PocketBook 632 Aqua (PocketBook Touch HD 3)
6-дюймовый ридер в компактном корпусе. Модель построена на 2-ядерном чипе, который ранее был применен в PocketBook 740. Этот чип позволил повысить скорость работы ридера в два раза, а время работы продлить в те же два раза — с месяца до двух. Также модель примечательна системой подсветки с возможностью регулировки цветовой температуры. Экран может освещаться не только белым светом, но и жёлтым или оранжевым. В PocketBook 632 Aqua реализована защита от воды по стандарту IPX7 с помощью геля HZO. Ридер способен выдержать погружения под воду на глубину до метра.
Начало продаж: апрель 2019

### PocketBook 740 Pro
Ридер с диагональю 7,8 дюйма, обновленная версия PocketBook 740. Есть поддержка аудио (музыка, аудиокниги, перевод текста в речь). Возможно подключение как проводных наушников и колонок, так и беспроводных (Bluetooth). В модели применяется 2-ядерный процессор. Также модель примечательна системой подсветки с возможностью регулировки цветовой температуры. Время автономной работы достигает двух месяцев. Защита от воды по стандарту IPX8. Ридер может провести до часа на глубине до двух метров без ущерба для работоспособности. Защита реализована с помощью технологии Plasma Coating: на все внутренние компоненты нанесен водоотталкивающий слой толщиной в 1 нм, который обеспечивает защиту от жидкостей.
Начало продаж: сентябрь 2019

### PocketBook X
Ридер в крупном 10,3-дюймовом форм-факторе. Экран выполнен по технологии E Ink Carta Mobius и имеет пластиковую подложку, которая предохраняет его от механических повреждений. Корпус из магниево-алюминиевого сплава. Есть поддержка аудио (музыка, аудиокниги, перевод текста в речь). Возможно подключение как проводных наушников и колонок, так и беспроводных (Bluetooth). Объём памяти впервые для серийных ридеров PocketBook составляет 32 Гб (против 4, 8 или 16 Гб у других актуальных моделей). Также в модели впервые для ридеров PocketBook применен разъем USB Type-C. Время автономной работы ридера достигает двух месяцев. Есть система регулировки подсветки с опцией изменения цветовой температуры. PocketBook X является самым доступным ридером с 10,3-дюймовым экраном на российском рынке
Начало продаж: ноябрь 2019

### PocketBook 633 Color
6-дюймовая модель с цветным экраном E Ink Kaleido, отображающим 4 096 оттенков. Один из первых в мире по технологии E Ink Kaledo. Первый в России ридер с цветным дисплеем E Ink за 7 лет — с момента выпуска PocketBook 801 Color Lux в 2013. Предназначен для чтения комиксов, детской литературы, электронных учебников. При этом возможно и отображение обычных книг ровно в таком же виде, как и на монохромных ридерах, — черные буквы на белом фоне. По другим характеристикам модель 633 Color близка к монохромному ридеру 632 Plus: есть поддержка аудио (музыка, аудиокниги и озвучивание текста голосом), Bluetooth для подключения наушников, 16 Гб памяти, двухъядерный процессор.

### PocketBook 740 Color
Первый в мире ридер с 7,8-дюймовым цветным экраном E Ink Kaleido. В модели применяется дисплей версии New Kaleido с повышенным уровнем яркости и контрастности. Предназначен для чтения электронных учебников, детской литературы, документов, комиксов, журналов. При этом возможно и отображение обычных книг ровно в таком же виде, как и на монохромных ридерах, — черные буквы на белом фоне. По другим характеристикам модель 740 Color близка к монохромному ридеру 740 Pro: есть поддержка аудио (музыка, аудиокниги и озвучивание текста голосом), Bluetooth для подключения наушников, 16 Гб памяти, двухъядерный процессор. Из отличий стоит отметить разъем USB Type-C, пришедший на смену MicroUSB, и отсутствие в PocketBook 740 Color защиты от воды.
Начало продаж: февраль 2021

### PocketBook 970
Крупноформатный 9,7-дюймовый ридер с металлической фронтальной панелью. За счет больших размеров экрана подходит для изучения нот, книг с таблицами, комиксов и других документов с плотной версткой. Время автономной работы ридера достигает двух месяцев. Есть система регулировки подсветки с опцией изменения цветовой температуры. Интерфейсный разъем — USB Type-C. Модель выполнена в необычном для ридеров PocketBook дизайне: кнопки управления и перелистывания страниц находятся не в нижней части фронтальной панели, а в правой.
Начало продаж: сентябрь 2021

## Актуальные модели
| Дата          | Модель               | Описание |
| ------------- | -------------------- | --- |
| Февраль 2018  | PocketBook 740       | Флагманский ридер с 7,8-дюймовым экраном E Ink Carta и габаритами, сравнимыми с 6-дюймовыми моделями. Особенности — 2-ядерный процессор, подсветка с возможностью регулировки цветовой температуры, батарея на 2 месяца работы вместо привычного для ридеров 1 месяца. |
| Август 2018   | PocketBook 616       | Бюджетный 6-дюймовый ридер с экраном E Ink Carta, подсветкой и габаритами, сравнимыми с 5-дюймовыми моделями. Время автономной работы — 1,5 месяца вместо привычного для ридеров месяца. |
| Ноябрь 2018   | PocketBook 632       | Флагманский ридер с 6-дюймовым экраном E Ink Carta и габаритами, сравнимыми с 5-дюймовыми моделями. Особенности — 2-ядерный процессор, облачный сервис PocketBook Cloud, подсветка с возможностью регулировки цветовой температуры, батарея на 2 месяца работы вместо привычного для ридеров 1 месяца. |
| Апрель 2019   | PocketBook 632 Aqua  | Флагманский ридер с 6-дюймовым экраном E Ink Carta и габаритами, сравнимыми с 5-дюймовыми моделями. Особенности — защита от воды IPX7 (погружение под воду на глубину до метра) 2-ядерный процессор, облачный сервис PocketBook Cloud, подсветка с возможностью регулировки цветовой температуры, батарея на 2 месяца работы вместо привычного для ридеров 1 месяца. |
| Сентябрь 2019 | PocketBook 740 Pro   | Флагманский ридер с 7,8-дюймовым экраном E Ink Carta и габаритами, сравнимыми с 5-дюймовыми моделями. Особенности — 2-ядерный процессор, облачный сервис PocketBook Cloud, подсветка с возможностью регулировки цветовой температуры, батарея на 2 месяца работы вместо привычного для ридеров 1 месяца, защита от воды по стандарту IPX8 (погружение под воду на глубину до метра), поддержка музыки и аудиокниг. |
| Ноябрь 2019   | PocketBook X         | Флагманский ридер с 10,3-дюймовым экраном E Ink Carta Mobius с пластиковой подложкой, которая предохраняет экран от механических повреждений. Особенности — корпус из магниево-алюминиевого сплава, поддержка музыки и аудиокниг, функция перевода текста в речь (Text-to-Speech), возможность подключения Bluetooth-наушников, порт USB Type-C, 2-ядерный процессор, облачный сервис PocketBook Cloud, подсветка с возможностью регулировки цветовой температуры, батарея на 2 месяца работы вместо привычного для ридеров 1 месяца. |
| Февраль 2020  | PocketBook 632 Plus  | Флагманский ридер с 6-дюймовым экраном E Ink Carta и габаритами, сравнимыми с 5-дюймовыми моделями. Особенности — 2-ядерный процессор, облачный сервис PocketBook Cloud, подсветка с возможностью регулировки цветовой температуры, батарея на 2 месяца работы вместо привычного для ридеров 1 месяца. Также модель может проигрывать музыку и аудиокниги, переводить текст в речь (функция Text-to-Speech). |
| Июнь 2020     | PocketBook 606       | Бюджетный 6-дюймовый ридер с экраном E Ink Carta и габаритами, сравнимыми с 5-дюймовыми моделями. Самый маленький вес среди всех 6-дюймовых покетбуков — 145 г. |
| Июль 2020     | PocketBook 628       | Ридер среднего класса с 6-дюймовым экраном E Ink Carta и габаритами, сравнимыми с 5-дюймовыми моделями. Особенности — 2-ядерный процессор, облачный сервис PocketBook Cloud, подсветка с возможностью регулировки цветовой температуры, батарея на 2 месяца работы вместо привычного для ридеров 1 месяца. |
| Июль 2020     | PocketBook 633 Color | Первый в России ридер с цветным экраном нового поколения — E Ink Kaleido. Он может отображать более 4 тысяч оттенков, что актуально для книг с иллюстрациями, детских сказок, учебников, комиксов, журналов. Модель выполнена в 6-дюймовом форм-факторе и имеет аудиовозможности — может проигрывать музыку и аудиокниги, переводить текст в речь (функция Text-to-Speech). |
| Февраль 2021  | PocketBook 740 Color | Первый в мире ридер с 7,8-дюймовым цветным экраном (E Ink New Kaleido). Он может отображать более 4 тысяч оттенков, что актуально для книг с иллюстрациями, детских сказок, учебников, комиксов, журналов. Модель имеет аудиовозможности — может проигрывать музыку и аудиокниги, переводить текст в речь (функция Text-to-Speech). |
| Август 2021   | PocketBook 970       | Крупноформатный 9,7-дюймовый ридер с черно-белым экраном E Ink Carta. Особенности — 2-ядерный процессор, облачный сервис PocketBook Cloud, подсветка с возможностью регулировки цветовой температуры, батарея на 2 месяца работы вместо привычного для ридеров 1 месяца. Клавиши перелистывания страниц находятся справа от экрана, однако если перевернуть ридер, то они окажутся под левой рукой пользователя. Таким образом устройство одинаково удобно и для правшей, и для левшей.                                               |
| Январь 2022   | PocketBook 617       | Бюджетный 6-дюймовый ридер с экраном E Ink Carta и габаритами, сравнимыми с 5-дюймовыми моделями. Время автономной работы — 1,5 месяца вместо привычного для ридеров месяца. От предыдущей модели 616 отличается подсветкой с регулировкой цветовой температуры, более мощным двухъядерным процессором, увеличенным вдвое объёмом оперативной памяти, поддержкой комиксовых форматов CBR и CBZ и наличием модуля Wi-Fi. |

## Экспериментальные и мелкосерийные модели
В сентябре 2010 года компания PocketBook представила модель PocketBook Education, предназначенную для сферы образования. Серийная модель носила название PocketBook Education 912 — школьный электронный учебник, в котором внедрены функции ведения конспекта книги, расписания, дневника, календаря, карточки ученика и т. д.
Также существовала модель PocketBook 901 2009 года. Это первый в мире ридер с функциональностью электронного учебника.. Эта модель так и не вышла в серию, но остатки пилотной партии были доступны в продаже.
В 2013 году на конгрессе-выставке Autodesk University 2013 в Лас-Вегасе компании PocketBook и E Ink продемонстрировали экспериментальный 13,3-дюймовый ридер PocketBook CAD Reader для проектирования и создания чертежей в программном комплексе Autodesk AutoCAD и работы с изображениями. Модель стала первым в мире ридером с экраном E Ink Fina.. Однако дисплеи Fina с большой диагональю по результатам испытаний PocketBook не подтвердили свою надёжность и оказались достаточно хрупкими. В результате серийный выпуск устройства так и не начался.
В 2014 году на Autodesk University 2014 в Лас-Вегасе компания PocketBook представила концепт ридера PocketBook CAD Reader Flex с 13,3-дюймовым гибким E Ink-дисплеем Mobius и толщиной 6.5 мм.. Модель рассчитана на работу с чертежами, схемами и сложной технической документацией. Работа над проектом продолжается.
В 2016 году дизайн ещё одного концепта, PocketBook Flex, получил награду Red Dot Awards

## Особенности программного обеспечения ридеров PocketBook
Во всех ридерах PocketBook применяется прошивка на основе операционной системы Linux. Это среди прочего обеспечивает время автономной работы до двух месяцев. В большинстве ридеров других производителей применяются[когда?] прошивки на основе операционной системы Android, которая отличается более высоким энергопотреблением, поэтому ридеры с Android работают в автономном режиме на 20-30 % меньше.
По умолчанию в каждом устройстве доступно 27 языков интерфейса: английский, арабский, армянский, белорусский, болгарский, голландский, греческий, грузинский, иврит, испанский, итальянский, казахский, китайский, латышский, литовский, немецкий, польский, португальский, румынский, русский, словацкий, турецкий, украинский, финский, французский, чешский, эстонский. При включении пользователь выбирает удобный для себя язык, остальные доступны для выбора в меню настроек.
Актуальные модели ридеров PocketBook поддерживают онлайн-сервисы загрузки книг и других файлов. Поддерживается загрузка книг через DropBox, отправка книг по e-mail, синхронизация книг и позиций чтения со смартфонами с помощью сервиса PocketBook Cloud. Из-за использования прошивки на базе Linux’a ридеры Pocketbook, в отличие от ряда конкурентов, не поддерживают работу с популярными сервисами электронных библиотек (MyBook, Bookmate) через приложения для чтения.
Ридеры PocketBook поддерживают работу с 20 форматами электронных книг и документов: PDF, PDF (DRM), EPUB, EPUB(DRM), EPUB3 (начиная с версии ОС 6.1), DJVU, FB2, FB2.ZIP, DOC, DOCX, RTF, PRC, TCR, TXT, CHM, HTM, HTML, MOBI и ACSM, а также «комиксовые» форматы форматов CBR и CBZ (начиная с версии ОС 5.2). Это максимум для рынка ридеров.
В устройства PocketBook предустановлены словари. Допустима установка дополнительных бесплатных словарей в формате DIC (можно скачать с официального сайта, выбрав модель в разделе поддержки, но также их можно устанавливать и из других источников) и платных в формате PBI (в продаже во встроенном магазине от ABBYY, также можно купить и установить и из других источников). Словари DIC устанавливаются в скрытую папку system, в то время как словари PBI в корневую папку. Словарь можно вызвать во время чтения, выделив непонятное слово и выбрав нужный пункт в контекстном меню. После этого перевод слова будет выведен в отдельном окне поверх текста.

## Водозащита и аппаратные особенности ридеров PocketBook
В защищенных моделях PocketBook 640 Aqua и 641 Aqua 2 защита от воды реализована методом тулинга — максимально плотной подгонки компонентов корпуса друг к другу, что обеспечивает полную герметичность, исключая вероятность попадания пыли и жидкостей внутрь. В прочих защищенных от воды ридерах применяется защита с помощью водоотталкивающего геля, который допускает проникновение жидкости внутрь корпуса ридера.
В ридерах PocketBook применяется подсветка с регулировкой цветовой температуры, разработанная компанией E Ink — производителем одноимённых экранов. Этот вариант подсветки потребляет столько же энергии, сколько и однотонная подсветка.

## Проекты PocketBook
- PocketBook Cloud — облачный сервис для синхронизации книг, закладок и позиций чтения между ридерами PocketBook, смартфонами и планшетами на iOS и Android, а также компьютерами.
- KidRead — проект для управления временем, которое ребёнок проводит с мобильным устройством. Состоит из сайта kidread.com и Android приложения для мультимедийных ридеров и планшетов.
- ReadRate — портал для обсуждения и рецензирования книг. Сервис составляет рейтинги популярности книг в разных жанрах. Есть функция рекомендации книг с учётом личных предпочтений пользователя.[38][39] ReadRate доступен во всех актуальных ридерах PocketBook с поддержкой выхода в Интернет.
- BookLand.com — магазин контента, интегрированный в актуальные ридеры PocketBook с поддержкой выхода в Интернет. На декабрь 2019 года в магазине доступно 3,5 млн литературных произведений на 17 языках, включая русский.[40]

| Устройство           | Премия/награда                                  | Номинация                                  | Страна (год)    |
| -------------------- | ----------------------------------------------- | ------------------------------------------ | --------------- |
| PocketBook 626       | Red Dot Award                                   | Продуктовый дизайн                         | Германия (2014) |
| PocketBook 626       | Лучший гаджет 2014 года по версии THE-EBOOK     | Лучшее «бумагоподобное устройство» года    | Россия (2014)   |
| PocketBook 630       | Лучший гаджет 2014 года по версии THE-EBOOK     | Лучшее «бумагоподобное устройство» года    | Россия (2014)   |
| PocketBook 640       | Лучший гаджет 2014 года по версии THE-EBOOK     | Лучшее «бумагоподобное устройство» года    | Россия (2014)   |
| PocketBook 650       | Лучший гаджет 2014 года по версии THE-EBOOK     | Лучшее «бумагоподобное устройство» года    | Россия (2014)   |
| PocketBook (бренд)   | Лучшие достижения 2014 года по версии THE-EBOOK | Лучший бренд и лучший производитель года   | Россия (2014)   |
| PocketBook 640 Aqua  | Лучший ридер 2014 года по версии PC Magazine    | Лучшие ридеры 2014 года                    | Россия (2014)   |
| PocketBook 840       | Лучший ридер 2015 года по версии «Мира ПК»      | Лучший ридер 2015 года по версии «Мира ПК» | Россия (2015)   |
| PocketBook 650       | A’Design Award & Competition 2015               | Лучший продуктовый дизайн                  | Италия (2015)   |
| PocketBook(бренд)    | DISTREE Diamonds Award 2016                     | Техника для дома и развлечений             | 2016            |
| PocketBook 627 и 632 | Red Dot Award                                   | Лучший продуктовый дизайн                  | 2019            |